# 맞춤화
맞춤화(customization or personalization)는 고객에게 전달될 제품이나 서비스를 사용자의 선호도나 사전 행위를 기반으로 변화시키는 것을 말한다. 전자상거래 기술이 발달할수록 정보 밀도가 증가해서 고객에 대한 정보가 많아져 고객 개인에게 맞춤화가 가능해졌다.

## 같이 보기
- 개인화